# دغل الساحرة
دغل الساحرة (باللاتينية: Striga) جنس نباتي زهري طفيلي يتبع الفصيلة الهالوكية من رتبة الشفويات. يضم الجنس أكثر من 30 نوعاً موصوفاً وتنتشر في أجزاء من أفريقيا وآسيا وأستراليا. سمي هذا النبات الطفيلي بدغل الساحرة كونه يؤثر على النبات قبل أن تظهر أجزاؤه الهوائية فوق الأرض. هذا النبات شبه طفيلي مجبر حولي كلوروفيلي. النباتات المصابة بهذا النبات الطفيلي تكون متقزمة مصفرة وذابلة وإذا كانت الإصابة شديدة تؤدي إلى موت النباتات. يعتبر من أهم النباتات الطفيلية كونه يهاجم المحاصيل الزراعية تعتمد عليها حياة الناس كالذرة و الأرز و الدخن وقصب السكر والنباتات البقولية مثل اللوبياء و الفول سوداني، هذا النبات عالمي الانتشار خصوصاً في أرضي المروج في أفريقيا وينتشر في الهند والشرق الأقصى وأستراليا. هذا النبات الطفيلي ملوث لثلثي المساحة المزروعة بمحاصيل الحبوب في أفريقيا.
ينتج النبات الواحد من دغل الساحرة بحدود 10000 إلى 100000 بذرة ويمكن أن يصل عددها إلى 450000، طول البذرة 0.3 وعرضها 0.2 ملم ووزنها يصل إلى 0.01 ملغم

## دورة حياته
لدغل الساحرة دورة حياة معقدة تشمل البذور الهبابية ومابعد النضج والتكييف وتحفيز تكوين الممصات والاتصال والاختراق ونمو البادرة والبزوغ والإزهار، تنتج نباتات دغل الساحرة آلاف البذور الهبابية أو الغبارية (إشارة لصغرها) في الثمرة، عند سقوط الثمار على الأرض في نهاية موسم النمو تنتشرالبذور بواسطة الرياح الأمطار التي تسهم في تخديشها، في مرحلة مابعد النضج تسبت البذور لبضعة أشهر وتنبت تحت تأثير محفزات كيميائية تفرز من جذور النباتات العائلة، هذة المرحلة تختلف حسب نوع النبات الطفيلي ويمكن أن تكون بحدود بضعة أيام إلى سنتين ويمكن أن يتحكم في طولها وجود بعض المواد الفينولية التي تعمل كمثبطات إنبات، تحصل عملية التكييف من خلال توفر عاملين بيئيين هما درجة الحرارة المناسبة وهي بحدود 25 - 35 م° والرطوبة المناسبة في التربة التي تكون بحدود قريبة من 100%.
خلال هذة المرحلة تمتص البذور الماء وتصبح مستعدة للاستجابة لتأثير الإشارات الكيميائية المحفزة للإنبات الصادرة من النبات العائل، هذة الجزيئات الإشارية ترشد النبات الطفيلي إلى طبيعة العائل وبعدة عن النبات الطفيلي، عند إنبات البذرة تبقي الأوراق داخل غلاف البذرة ولا يخرج منها سوي الجذير

## من أنواعها
- العُدَار[4] (باللاتينية: Striga hermonthica) (نسبة إلى مدينة أرمنت التاريخية في صعيد مصر) في مصر والسودان وأفريقيا
- دغل الساحرة الآسيوي (باللاتينية: Striga asiatica) في مصر
- (باللاتينية: Striga gesnerioides) في مصر
- (باللاتينية: Striga gesneroides) في المغرب العربي
- دغل الساحرة الهالوكي (باللاتينية: Striga orobanchioides) في المغرب العربي

## معرض صور

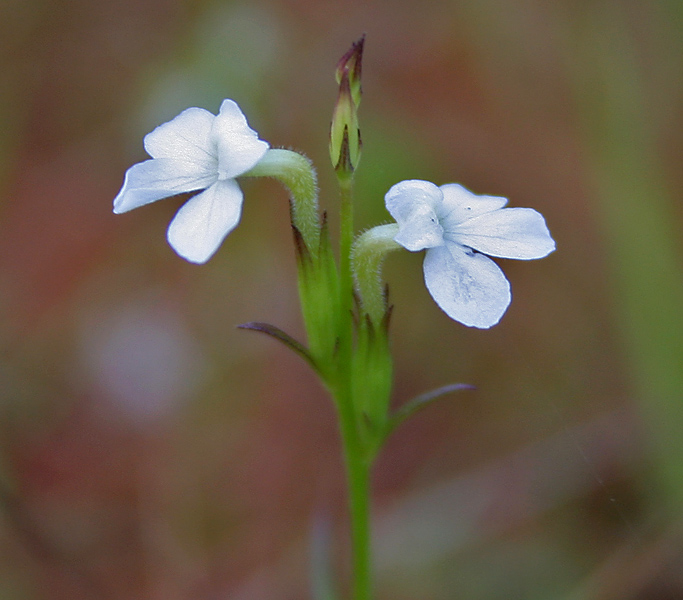
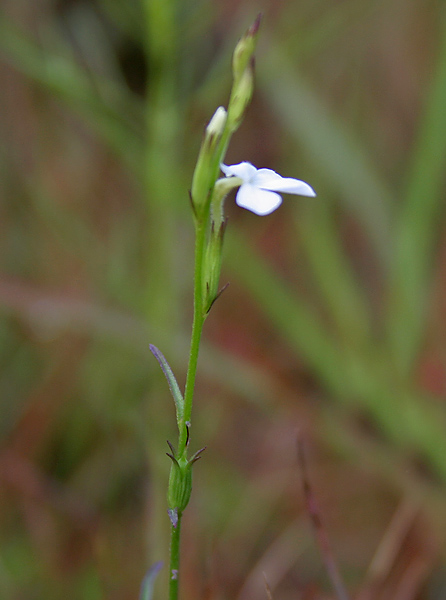
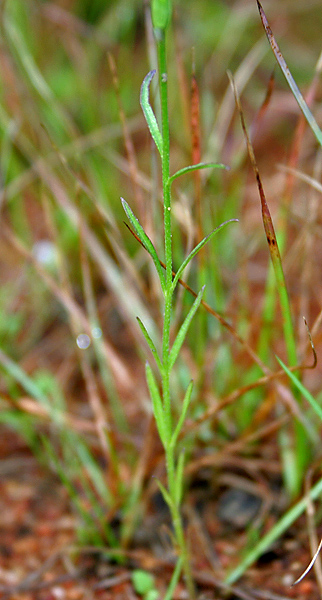